# Comté de Clearwater (Alberta)
Le comté de Clearwater (anglais : Clearwater County) est un district municipal de 12278 habitants en 2011, situé dans la province d'Alberta, au Canada.

## Démographie
| 2001   | 2006   | 2011   | 2016   |
| ------ | ------ | ------ | ------ |
| 11 505 | 11 826 | 12 278 | 11 947 |

## Communautés et localités
Bourgs
- Rocky Mountain House

Villages
- Caroline

Villages d'été
- Burnstick Lake

Hameaux
- Alhambra
- Condor
- Leslieville
- Nordegg
- Withrow

Localités
- Alexo
- Ancona
- Baptiste River
- Bingley
- Brazeau
- Brower Subdivision
- Butte
- Carlos
- Chedderville
- Clearwater Subdivision
- Cline River
- Cline Settlement
- Codner
- Congresbury
- Crammond
- Crimson Lake
- Dovercourt
- Evergreen
- Ferrier (localité désignée)
- Ferrier Acres Trailer Court
- Garth
- Goldeye
- Gray Subdivision
- Harlech
- Horburg
- Improvement District No. 10
- James River Bridge
- Lochearn
- Martins Trailer Court (localité désignée)
- Morrish Subdivision
- Oras
- Pinewoods Estates
- Ricinus
- Saunders
- Stauffer
- Stolberg
- Strachan
- Ullin
- Vetchland
- Westerner Trailer Court
- Woodland Estates
- Ya-Ha-Tinda Ranch